# Млечният път (сериал)
„Млечният път“ (на турски: Samanyolu) e турски драматичен сериал, излязъл на телевизионния екран през 2009 г.

## Актьорски състав
- Йозджан Дениз – Нежат Екинджи
- Вилдан Атасевер – Зюлял Екинджи
- Хатидже Аслан – Белкис Екинджи
- Несрин Джавадзаде – Мелек
- Кенан Едже – Намък
- Зейнеп Оздер – Еда
- Айча Бингьол – Евсет
- Ръза Акън – Халил
- Фатош Силан – Жале
- Хюля Дарджан – Фериде Екинджи
- Мелике Емироолу – Нюкхет Екинджи
- Баръш Ялчън – Синан
- Къванч Касабалъ – Али
- Ерай Йозбай – Йомер

## В България
В България сериалът започва излъчване на 12 септември 2011 г. по Нова телевизия и завършва на 25 ноември. Повторенията са по Диема Фемили. Дублажът е на студио Доли. Ролите се озвучават от Таня Димитрова, Татяна Захова, Росен Плосков, Илиян Пенев и Гергана Стоянова.